# Erminio Mascherpa
Erminio Mascherpa (Milano, 23 marzo 1943 – Salò, 17 novembre 2005) è stato un ingegnere e giornalista italiano.

## Studi
Conseguì la laurea in Ingegneria meccanica nella Facoltà di Ingegneria del Politecnico di Milano.

## Attività di ricerca e divulgazione
Collaboratore e direttore di riviste specializzate di divulgazione nel settore delle ferrovie reali e del fermodellismo (Italmodel ferrovie e I treni oggi, poi I treni), vi pubblicò numerosi articoli di storia delle ferrovie fondati, come i suoi libri, su originali ricerche d'archivio e su testimonianze inedite dei protagonisti delle vicende ivi ricostruire, in particolare Giuseppe Bianchi, Bruno Bonazzelli e Gino Minucciani.
Cofondatore della cooperativa Editrice Trasporti su Rotaie (denominata anche ETR, per ammiccante omonimia con gli elettrotreni delle Ferrovie dello Stato italiane) e direttore responsabile della rivista iTreni oggi (iTreni dal 1993) dall'inizio della sua pubblicazione (settembre 1980) fino al dicembre 2003, quando gli subentrò nella direzione Vittorio Cervigni, in precedenza coordinatore di redazione della stessa rivista.

### Pubblicazioni
- Erminio Mascherpa, Locomotive da battaglia. Storia del gruppo E.626, Desenzano del Garda, Editrice Trasporti su Rotaie, 1981; 2ª ed., Salò, Editrice Trasporti su Rotaie, 1983, 3ª ed. Salò, Editrice Trasporti su Rotaie, 1989, ISBN 88-85068-03-0
- Erminio Mascherpa, Locomotive trifasi a comando multiplo, Salò, Editrice Trasporti su Rotaie, 1983
- Erminio Mascherpa, Gian Guido Turchi, La regina delle locomotive. Storia del Gruppo 685, Salò, Editrice Trasporti su Rotaie, 1984, ried. 1986, ISBN 88-85068-04-9
- Erminio Mascherpa, Locomotive da corsa. Storia del Gruppo E.326, Salò, Editrice Trasporti su Rotaie, 1993, ISBN 88-85068-06-5
- Erminio Mascherpa, E. 471 locomotive di sogno, Rovereto, Nicolodi, 2005, ISBN 88-8447-199-0

| Controllo di autorità | VIAF (EN) 67901319 · LCCN (EN) n85148363 |